# Daniel Steibelt
Daniel Gottlieb Steibelt (ur. 22 września 1765 w Berlinie, zm. 20 września?/2 października 1823 w Petersburgu) – niemiecki kompozytor i pianista.

## Życiorys
Jego ojciec był budowniczym instrumentów klawiszowych. Uczył się gry na fortepianie i teorii u Johanna Philippa Kirnbergera. W 1784 roku wstąpił do armii pruskiej, zdezerterował jednak i uciekł z rodzinnych stron. W następnych latach występował jako pianista w Monachium, Hanowerze i na terytorium Saksonii. W 1790 roku wyjechał do Paryża, gdzie dawał lekcje gry na fortepianie i w 1793 roku wystawił swoją pierwszą operę. Po oszukaniu swojego paryskiego wydawcy wyjechał w 1796 roku do Holandii, a rok później do Londynu. Wziął udział w benefisowym londyńskim koncercie Johanna Petera Salomona, a w 1798 roku zagrał swój cieszący się popularnością koncert fortepianowy z finałem L’orage, imitującym burzę. W Covent Garden Theatre wystawił też swoją operę Albert and Adelaide. W 1799 roku powrócił do Niemiec, koncertując w Hamburgu, Dreźnie, Pradze, Berlinie i Wiedniu. W Wiedniu wyzwał na pojedynek fortepianowy Ludwiga van Beethovena, który bez trudu go pokonał.
W 1800 roku wrócił do Paryża, gdzie w obecności Napoleona Bonaparte wystawił oratorium Josepha Haydna Stworzenie w swojej własnej aranżacji. W latach 1802–1805 przebywał w Londynie, następnie znów w Paryżu, skąd musiał wyjechać w 1808 roku ze względu na długi. Udał się w podróż koncertową przez Frankfurt nad Menem, Lipsk, Wrocław, Warszawę, Wilno i Rygę do Petersburga, gdzie w 1809 roku osiadł na stałe. Od 1810 roku był kapelmistrzem na dworze carskim. W Petersburgu zajmował się głównie pisaniem na potrzeby dworskiego teatru francuskiego i nauczaniem. Pod koniec życia chorował na serce. Choć za życia cieszył się uznaniem jako pianista i zgromadził spory majątek, z powodu rozrzutnego stylu życia zmarł w biedzie.

## Twórczość
Za życia ceniony jako pianista. Jego utwory fortepianowe wykazują cechy stylu brillant, w tym brak improwizowanej przez solistę kadencji. Opery Steibelta cieszyły się popularnością i były wielokrotnie wystawiane. Po śmierci kompozytora jego twórczość, zarówno operowa jak i instrumentalna, popadła w zapomnienie, w czym duże zasługi miała prywatna opinia o nim jako człowieku ekstrawaganckim i nieuczciwym.
Napisał pracę Méthode de pianoforte ou l’art d’enseigner cet instrument (wyd. Paryż 1805).

## Wybrane kompozycje
(na podstawie materiałów źródłowych)

### Utwory orkiestrowe
- Ouverture en symphonie (1796)
- 8 koncertów fortepianowych (I C-dur 1796, II e-moll z tow. skrzypiec lub ork. smyczkowej ad libitum ok. 1796, III E-dur z finałem L’orage 1799, IV Es-dur ok. 1800, V Es-dur „A la chasse” 1802, VI g-moll „Voyage sur le mont St Bernard” ok. 1816, VII e-moll „Grand concerto militaire dans le genre des Grecs” z dwiema orkiestrami ok. 1816, VIII Es-dur z chórem 1820)
- koncert na harfę (1807)

### Opery
- Roméo et Juliette (wyst. Paryż 1793)
- Albert and Adelaide or The Victim of Constancy (wyst. Londyn 1798)
- Paul et Virginie (wyst. Petersburg ok. 1809)
- Sargines (wyst. Petersburg ok. 1810)
- Cendrillon (wyst. Petersburg 1810)
- La princesse de Babylone (wyst. Petersburg ok. 1812)
- Phèdre (wyst. Petersburg 1818)
- Le jugement de Midas (nieukończona)
- intermezzo La fête de Mars (wyst. Paryż 1806)
- pasticcio Les folies amoureuses (wyst. Petersburg ok. 1810)

### Balety
- Le retour de Zéphire (wyst. Paryż 1802)
- Le jugement du berger Paris (wyst. Londyn 1804)
- La belle laitière ou Blanche, reine du Castille (wyst. Londyn 1805)
- La fête de l’Empereur (wyst. Petersburg 1809)
- Der blöde Ritter (wyst. Petersburg ok. 1810)